# ワールドサッカーキング
ワールドサッカーキング（WORLD SOCCER KING）は、ライブドア（旧・フロムワン → シーソーゲーム）が発行し、朝日新聞出版が発売していたサッカー専門誌である。2019年3月以降はSOCCER KINGとして発刊していたが、2025年6月発売号を以って休刊。

## 概要
2005年3月17日（2005年4月7日号）創刊。創刊当初は月2回刊（毎月第1・第3木曜日発売）であったが、2014年1月号（2013年12月12日発売）より月刊に変更された。
紙面ロゴは『SK』。SOCCER KINGの略であるとともに、コンセプトである“Story and Knowledge of Football”の略である。書店売りの他、朝日新聞専売店（ASA）での宅配も行っていた。
2019年3月号を以って休刊。以後、Jリーグサッカーキングやサッカーゲームキングと3誌統合し、同年3月15日より月刊誌『SOCCER KING』となる。
2020年5月以降は季刊誌となっていたが、2025年6月27日発売号を以ってSOCCER KINGを休刊することが、2025年3月28日発売号の紙面上で発表された。

### 内容
内容は主に、ヨーロッパ各国のサッカー事情を掲載したカラーグラビア特集を中心に掲載。さらにシーズン中は試合の詳報やインサイドレポート、また選手のインタビュー記事も多数収録されていた。サッカーゲームであるウイニングイレブンについての特集記事や、劇画「龍時」も掲載されていた。

### 増刊号
- サッカーゲームキング（SOCCER GAME KING）
  - 2010年10月25日創刊号発売。WORLD CLUB Champion Football(WCCF)をはじめとしたサッカーを題材にしたコンピューターゲームにスポットを当て、その攻略法や製作裏話を収録したものである。2013年8月号（2013年6月24日）から本誌より独立し月刊化。毎号WCCFの選手カード（本誌限定）が付属している。
- サムライサッカーキング（SAMURAI SOCCER KING）
  - 2012年10月号（2012年9月12日発売）から2014年7月号（2014年6月12日発売）までフロムワンが発行、講談社が発売していた同名の月刊誌を引き継ぎ、本誌の増刊として発行（不定期刊）。

## サッカーキングハーフタイム
2014年から2019年3月まで毎週月曜日から金曜日、昼12時から約1時間配信されるサッカー情報番組で、2019年4月から時間を変更して夜18時に変わる。編集部員1名がMCを務め、女性タレントがアシスタントを務める。
ワールドサッカー、日本代表、高校サッカーからtotoまでテーマは日によって変わり、月曜は週末のサッカー情報を振り返る。ニコニコ生放送、YouTube、Periscopeなどで配信。

### 現在のレギュラー
- 月曜 MC：しんぺー（サッカーキング編集部） アシスタント：橘ゆりか
- 火曜 MC：みっしー（サッカーキング編集部) 水上海斗 (サッカーキング編集部)
- 水曜 MC：小松春生（サッカーキング編集部） アシスタント：SHO-NO
- 木曜 MC：笹木香利（2017年3月 - ） アシスタント：安田勇斗（Jリーグサッカーキング編集長）
- 金曜 MC：toto松（サッカーキング編集部） アシスタント：長谷川ゆう

### 過去のレギュラー
- 木曜 JUFA GIRL5期生選抜（2016年4月 - 2016年12月、大学サッカー連盟公式サポーター）
- 不定期MC toto神
- MC モアナ（元JUFA GIRL4期生）
- MC タツ
- MC 岩本義弘（サッカーキング統括編集長）
- 加藤未央（Fリーグ報道官） - フットサル関連時に出演
- drop[3]火曜アシスタント（ - 2017年9月）